# Hermès Paris
Hermès Paris nekadašnja Hermès International ili jednostavno Hermès, francuska je tvrtka koja se bavi dizajnom, proizvodnjom i prodajom luksuznih proizvoda, posebno na području kožne galanterije, konfekcije, parfumerije, izrade satova, namještaja, umjetnosti življenja i umjetnosti stola. Tvrtku je u Parizu 1837. godine osnovao Thierry Hermès kao proizvodnju remena i sedla. Danas su njegovi nasljednici većinski vlasnici tvrtke.